# Georges Peereboom
 (janvier 2017).
Si vous disposez d'ouvrages ou d'articles de référence ou si vous connaissez des sites web de qualité traitant du thème abordé ici, merci de compléter l'article en donnant les références utiles à sa vérifiabilité et en les liant à la section « Notes et références ».
Georges Peereboom est un architecte belge de la période Art nouveau qui fut actif à Bruxelles.

## Biographie

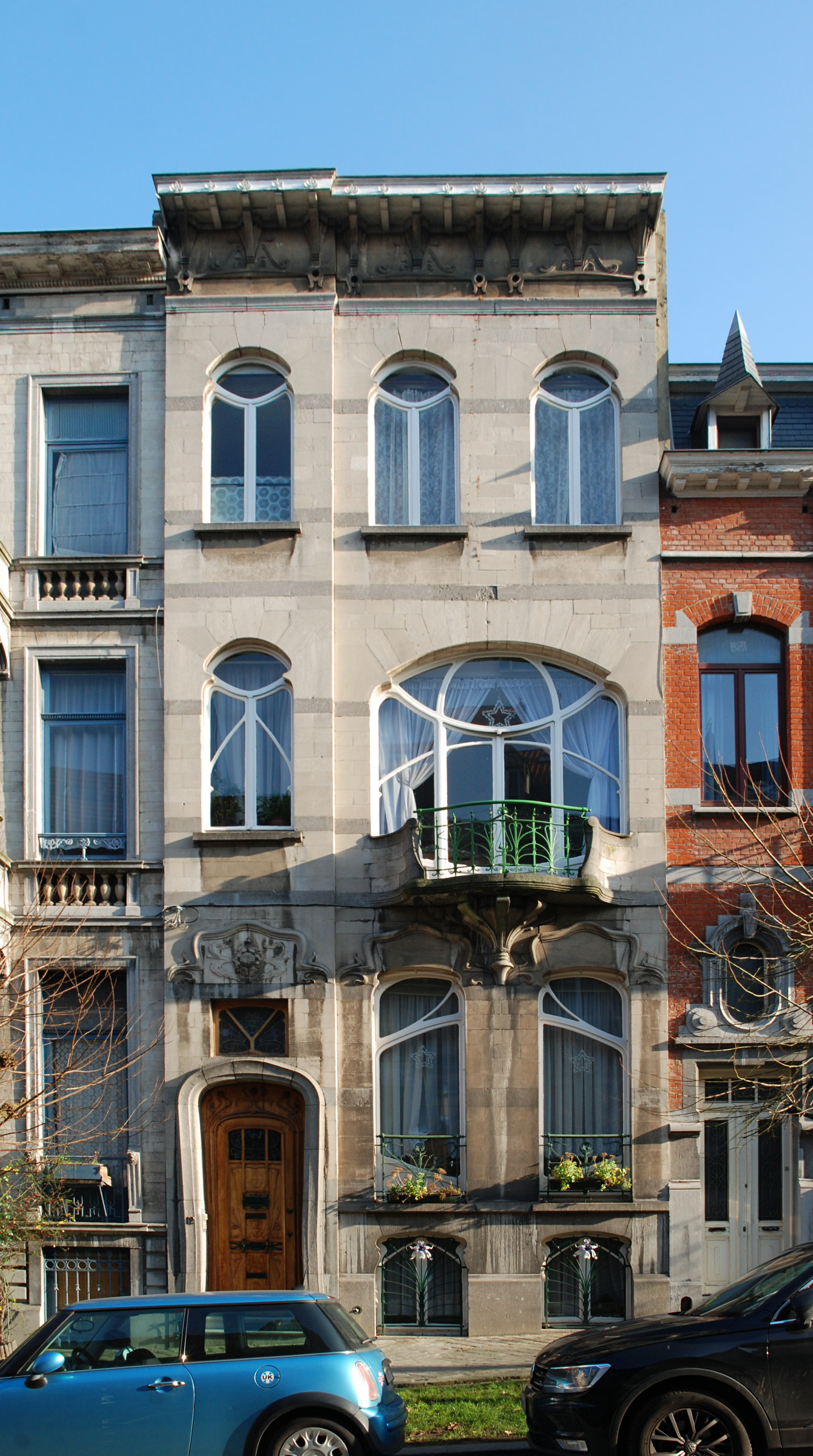
Maison Peereboom.

Georges Peereboom s'inscrivait dans la tendance « Art nouveau floral » initiée par Victor Horta (par opposition à la tendance « Art nouveau géométrique » initiée par Paul Hankar).

## Immeubles de style « Art nouveau floral » teinté d'éclectisme
- 1898 : Maison Peereboom, avenue Jef Lambeaux, 12
- 1902 : place Jean Jacobs, 7
- 1903 : chaussée de Forest, propriété de Monsieur Paquet, avec ornements en sgraffites de Gabriel Van Dievoet.
- 1908 : avenue Jef Lambeaux, 8

## Immeubles de style éclectique[1]
- 1900 : chaussée de Waterloo, 32
- 1900 : rue Dethy, 69
- 1901 : avenue Adolphe Demeur, 7 (Antoine et Georges Peereboom)
- 1902 : chaussée de Forest, 74
- 1902 : chaussée de Forest,108, 110
- 1908 : avenue Jef Lambeaux, 10